# Gastein Ladies 2011
Gastein Ladies 2011 — професійний тенісний турнір, що проходив на кортах з ґрунтовим покриттям. Належав до Туру WTA 2011. Відбувся в Бад-Гастайні Австрія. Тривав з 11 до 18 липня 2011 року.

## Учасниці

### Сіяні учасниці
| Країна    | Гравчиня             | Рейтинг1 | Сіяна |
| --------- | -------------------- | -------- | ----- |
| Німеччина | Юлія Гергес          | 16       | 1     |
| Австралія | Ярміла Ґайдошова     | 29       | 2     |
| Чехія     | Луціє Градецька      | 42       | 3     |
| Чехія     | Івета Бенешова       | 44       | 4     |
| Іспанія   | Лурдес Домінгес Ліно | 45       | 5     |
| Австралія | Єлена Докич          | 47       | 6     |
| Латвія    | Анастасія Севастова  | 51       | 7     |
| Румунія   | Моніка Нікулеску     | 52       | 8     |

- 1 Рейтинг подано станом на 4 липня 2011.

### Інші учасниці
Нижче наведено учасниць, які отримали вайлдкард на участь в основній сітці:
- Нікола Гофманова
- Мелані Клаффнер
- Патріція Майр-Ахлайтнер

Нижче наведено гравчинь, які пробились в основну сітку через стадію кваліфікації:
- Дія Евтімова
- Настя Колар
- Паула Ормаечеа
- Сопія Шапатава

## Переможниці та фіналістки

### Одиночний розряд
Марія Хосе Мартінес Санчес —  Патріція Майр-Ахлайтнер, 6–0, 7–5.
- Для Мартінес Санчес це був перший титул за сезон - і 4-й - за кар'єру.

### Парний розряд
Ева Бірнерова /  Луціє Градецька —  Ярміла Ґайдошова /  Юлія Гергес, 4–6, 6–2, [12–10].